# Hjalmar Hammarskjöld
Knut Hjalmar Leonard Hammarskjöld (4. února 1862 – 12. října 1953) byl švédský politik, vzdělanec, ministr, člen parlamentu od roku 1923 do 1935, a premiér Švédska v letech 1914 až 1917.
Roku 1890 si vzal Agnes Almquistovou (1866–1940). Pár zplodil čtyři syny, jejichž jména jsou Bo, Åke, Sten a Dag.

## Život
Hjalmar Hammerskjöld se narodil do rodiny poručíka a statkáře Knuta Hammarskjöda a jeho ženy Marie Cösterové v Tuně, v Kalmarské oblasti. Byl velice všestranný, stal se expertem jak v oblasti práva, tak v oblasti legislativy. Roku 1891 se stal profesorem na uppsalské univerzitě a měl ohromný vliv na švédské a severské občanské právo. Získal si reputaci jako skvělý odborník v oblasti mezinárodního práva díky usilovné práci na mezinárodních setkáních, v roce 1904 stal se také členem Stálého rozhodčího soudu v Haagu.
Jako ministr spravedlnosti, jímž byl mezi lety 1901 a 1902 ve vládě Fredrika von Ottera, projevil ambiciózní, nicméně neúspěšné snahy o řešení problému týkajícího se volebního práva. Na svou vlastní žádost o odstoupení z úřadu byl jmenován prezidentem Odvolacího soudu v Götě. V souvislosti s rozpuštěním Švédsko-norské unie se stal ministrem duchovních záležitostí v koaliční vládě křesťanských Lundebergů a vyjednavačem v Karlstadu. V roce 1905 byl jmenován na post švédského ambasadora v Kodani. Zpět se vrátil o dva roky později, tj. roku 1907, a to do Uppsaly jako její guvernér. Často se ovšem zdržoval mimo město kvůli jiným aktivitám.

## Vyznamenání
- rytíř Řádu Serafínů – 6. června 1916, Švédsko
- velkokříž Řádu svatého Olafa – 1916, Norsko
- Řád červené orlice I. třídy – 1911, Pruské království